# Amastris simillima
Amastris simillima är en insektsart som beskrevs av Carl Stål. Amastris simillima ingår i släktet Amastris och familjen hornstritar. Inga underarter finns listade i Catalogue of Life.